# Paul André Crépeau

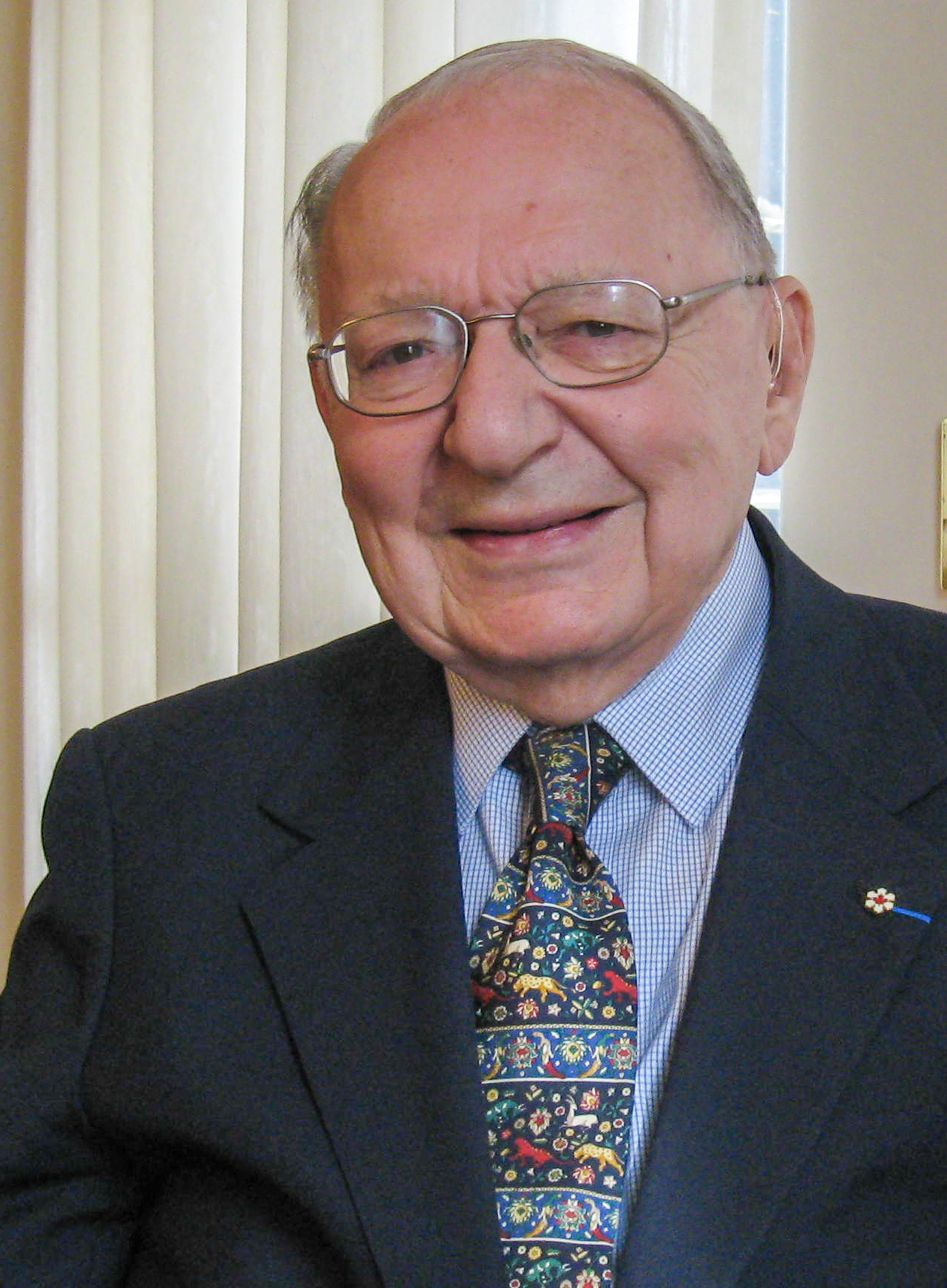
Paul André Crépeau (2008)

Paul André Crépeau (ur. 1926, zm. 2011) – kanadyjski specjalista z zakresu prawa cywilnego, członek zagraniczny Polskiej Akademii Nauk od 1991 roku.